# Greenpoint (Brooklyn)

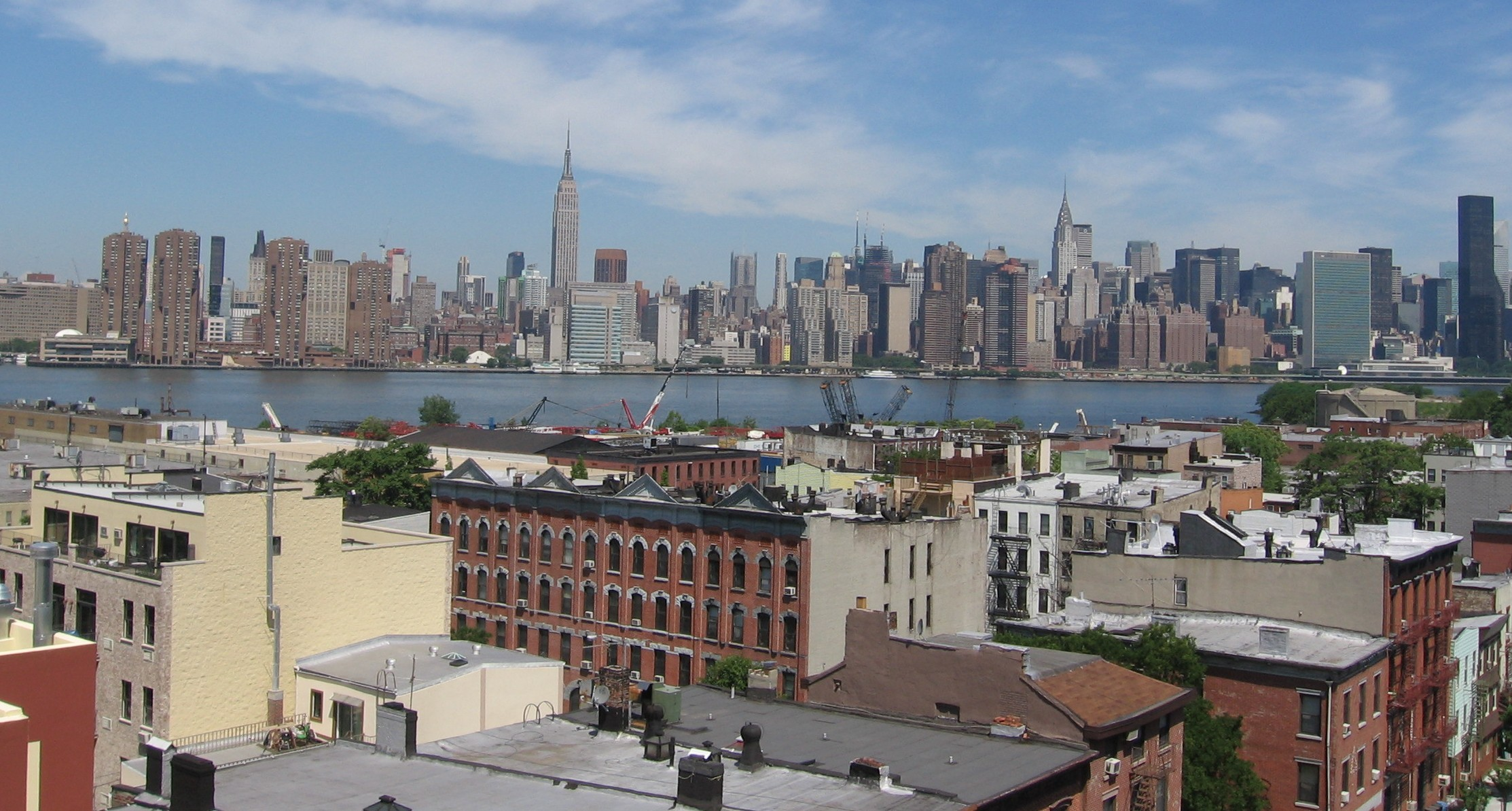
Zicht op Greenpoints East River de waterkant met Manhattan in de achtergrond.

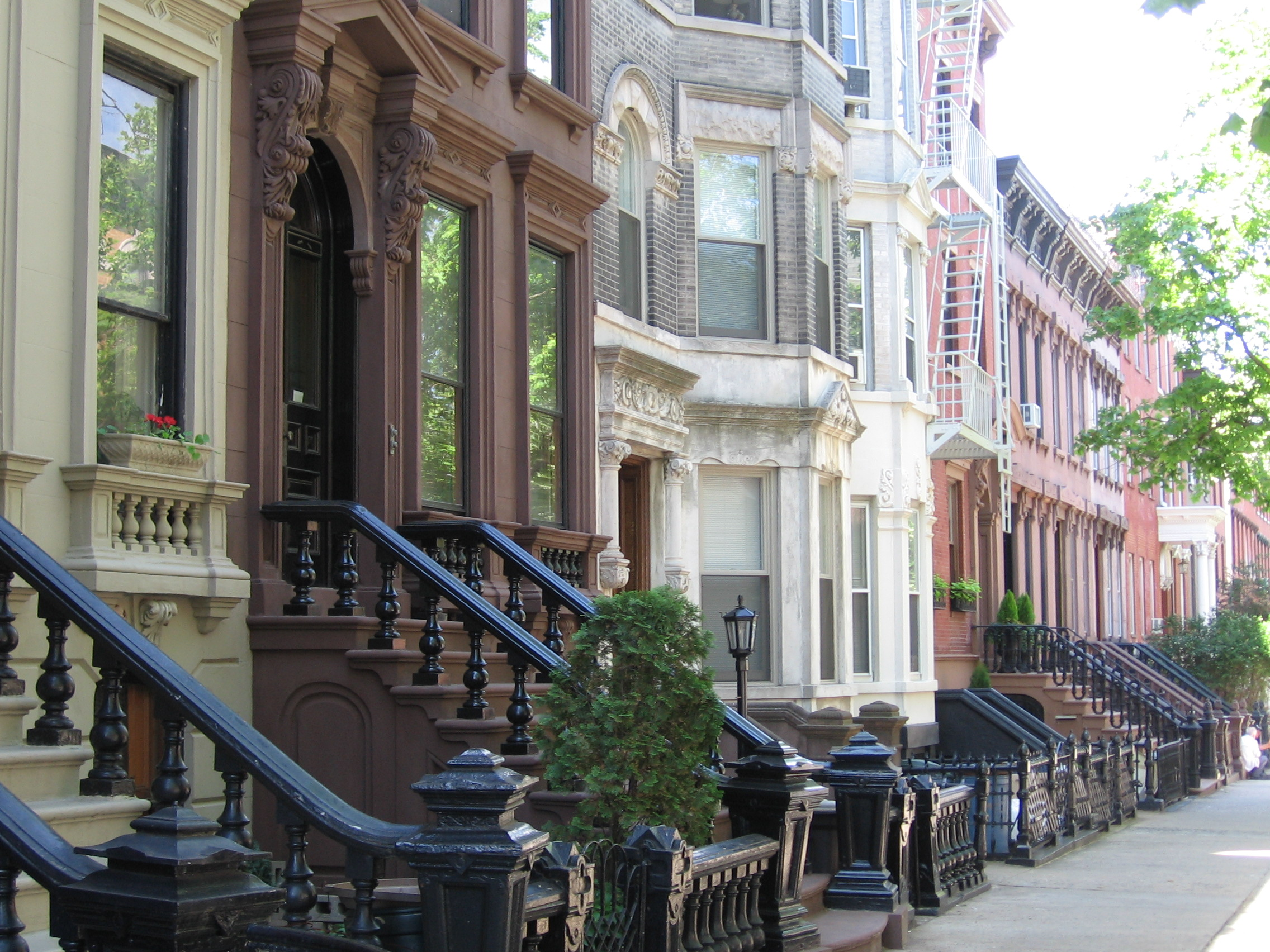
Huizen in Greenpoint Brooklyn

Greenpoint is een wijk in het stadsdeel Brooklyn van de stad New York. De wijk is de noordelijkste van het stadsdeel Brooklyn. De grens met Williamsburg in het zuidwesten is de Bushwick Inlet, de grens met East Williamsburg in het zuidoosten is de Brooklyn-Queens Expressway, terwijl de Newtown Creek in het noorden de grens is met Long Island City, Queens. De westelijke grens is de East River. Oorspronkelijk was de wijk Greenpoint een landbouwgebied. De grond werd in de 19e eeuw verdeeld in percelen. Aan de East River vestigden zich touwslagerijen en houtzagerijen, terwijl aan Newtown Creek scheepswerven werden gebouwd.

## Vroege kolonisatie en de tijd van de boeren
Greenpoint was oorspronkelijk bewoond door Keskachauge (Keshaechqueren) Indianen, een deelstam van de Lenape. De eerste Europese kolonisten beschreven Greenpoint als een opvallend groene en mooi plek, met dennen- en eikenbossen, weiden, zoetwaterkreken en zilte moerassen. Watervogels en vis waren er in overvloed. De naam verwees oorspronkelijk naar een kleine landtong in de East River, waar nu het westelijkste gedeelte van Freeman Street is, maar uiteindelijk werd Greenpoint de naam voor het gehele schiereiland.
In 1638 verkreeg de Nederlandse West-Indische Compagnie na onderhandelingen met de Lenape het recht om zich in Brooklyn te vestigen. De eerste met naam bekende Europese kolonist van Greenpoint was Dirck Volckertsen (vernederlandsing van Holgerssøn), een Noorse immigrant die in 1645 een boerderij bouwde met de hulp van twee Nederlandse timmerlieden. Het in de toen in Nederland gebruikelijke stijl opgetrokken gebouw stond net ten westen van waar nu de kruising is van de Calyer Street en Franklin Street. Volckertsen plantte er boomgaarden, kweekte groente en fokte schapen en runderen. Vanwege zijn afkomst noemden de Nederlandse kolonisten hem Dirck de Noorman. De beek die langs zijn boerderij liep werd bekend als de Norman Kill. Zij mondde uit in een zoutmoeras en werd later gedempt. Volckertsen had het land in eigendom gekregen nadat hij zich met succes voor de rechtbank had verdedigd tegen een claim van Jan de Pree. Aanvankelijk ging hij per boot naar zijn land. Hij ging er waarschijnlijk pas na 1655 vast wonen. In dat jaar werd hij namelijk nog vermeld op een lijst van inwoners van het nabijgelegen dorp Boswyck. Volckertsens vrouw, Christine Vigne, was van Waalse afkomst.
Volckertsen had geregeld conflicten met de Keshaechqueren, die tijdens verschillende incidenten in de jaren 1650 twee van zijn schoonzonen doodden en een derde martelden. Kort na 1650 begon hij delen van zijn land te verkopen of te verhuren aan Nederlandse kolonisten. Onder hen was in 1653 Jacob Haie (Hay), die een huis bouwde in het noorden van Greenpoint, dat twee jaar later in brand werd gestoken door Indianen. De Haie's land en andere eigendommen kwamen het bezit van Pieter Praa, een kapitein van de burgerwacht, die een boerderij begon in de buurt van de huidige Freeman Street en McGuinness Boulevard. Uiteindelijk zou hij het grootste deel van Greenpoint in handen krijgen. Na het overlijden van Volckertsen (circa 1678) werd zijn hofstede door zijn kleinzoons aan Pieter Praa verkocht. De straatnaam Norman Avenue herinnert nog aan Volckertsen.
Praa had geen mannelijke erfgenamen toen hij stierf in 1740, maar de gezinnen en boerderijen van zijn dochters zouden de komende honderd jaar het middelpunt van Greenpoint zijn. Ten tijde van de Amerikaanse Onafhankelijkheidsoorlog bestond de hele bevolking van Greenpoint uit vijf met elkaar verwante gezinnen:
- Abraham Meserole, een kleinzoon van Pieter Praa, woonde met zijn gezin aan de oever van de East River in het gebied tussen de huidige India Street en Java Street;
- Jacob Meserole (broer van Abraham) en zijn familie bezaten een boerderij die de hele zuidkant van Greenpoint omvatte. Hij bouwde een huis op een plek tussen de hedendaagse Manhattan Avenue en Lorimer Street in de buurt van Norman Avenue;
- Jacob Bennett, schoonzoon van Pieter Praa, had met zijn gezin een boerderij in het noorden van Greenpoint. Zij bouwden hun huis in de buurt van de huidige Clay Street, tussen Manhattan Avenue en Franklin Street;
- Jonathan Provoost, schoonzoon van Pieter Praa, en zijn familie leefden in het oostelijke gedeelte van Greenpoint en woonden in het huis gebouwd door Praa;
- Jacobus Calyer, getrouwd met een kleindochter van Pieter Praa, had met zijn gezin de boerderij in het westelijke gedeelte van Greenpoint. Zij woonden in het huis van Volckertsen.

Gedurende de 18e en het begin van de 19e eeuw lagen de boerderijen vrij geïsoleerd van de rest van Brooklyn. Zij waren met elkaar verbonden door karresporen, terwijl er naar het overige gebied van het dorp Bushwick maar één weg liep, Wood Point Road. De families gebruikten boten om te reizen naar Manhattan, waar zij de producten van hun boerderijen verkochten. Er is maar weinig bekend over deze periode uit de geschiedenis van Greenpoint, dat niet komt uit de persoonlijke papieren of mondelinge overlevering van deze vijf gezinnen.
Tijdens de Amerikaanse revolutie bivakkeerde het Britse leger in Greenpoint, wat aanzienlijke overlast veroorzaakte voor de gezinnen. De zoon van Abraham Meserole werd gevangengezet op verdenking van sympathie voor de revolutie.

## 19de-eeuwse industrialisatie
Greenpoint begon opvallend te veranderen in het begin van de jaren 1830 toen de ondernemer Nezia Bliss huwde met een lid van de familie Meserole, nadat hij al eerder grond van hen had gekocht. Uiteindelijk zou hij het grootste gedeelte van Greenpoint in handen krijgen. In 1834 liet hij het gebied opmeten, en in 1839 opende hij een tolweg langs de huidige Franklin Street. Rond 1850 richtte hij een vaste veerdienst naar Manhattan op. Al deze initiatieven hebben bijgedragen tot de snelle en radicale verandering van Greenpoint.
In de jaren die volgden, werd Greenpoint een centrum van scheepsbouw en watergerelateerde handel. In de scheepsbouw, drukkerijen, pottenbakkerijen, glasfabrieken en gieterijen werkten generaties van hardwerkende immigranten. Rond 1850 hadden Duitsers en Ieren zich gevestigd en rond 1900 kwam een groot aantal Poolse migranten. Greenpoint telt nog steeds veel inwoners van Poolse afkomst. Langs de straten die leiden naar de oever van de East River werden woningen gebouwd voor de kooplieden en huizen voor hun werknemers. Vandaag de dag is dit gebied opgenomen in het nationaal register van historische plekken als Greenpoint's Historic District.
De gebouwen langs de oever van de East River in Greenpoint herinneren aan het scheepvaartverleden van de gemeenschap. De gebouwen van touwfabrieken voor de scheepsbouw zijn er nog steeds. De werven in de buurt waren lange tijd in gebruik voor de scheepsbouw. Tijdens de Amerikaanse Burgeroorlog werd hier het eerste met ijzer gepantserde schip van de noordelijke staten gebouwd, de USS Monitor.
In een werf aan de Newtown Creek werd in 1866 het tot dan toe grootste houten schip van de wereld gebouwd, de Great Republic.
De houthandel is nog steeds belangrijk in Greenpoint.

## 20e eeuw tot nu
Nadat Greenpoint lange tijd een stabiele arbeidersbuurt en vestigingsplaats voor immigranten was geweest, kreeg de wijk in de jaren 1980 te maken met de gevolgen van gentrificatie. In 1986 meldde de New York Times een buitengewone stijging van de huurprijzen en het aantal ontruimingen. Greenpoint volgde daarmee de ontwikkelingen in het nabijgelegen Williamsburg waar veel voormalige fabrieken werden verbouwd tot woningen, terwijl er ook een kleine kolonie van kunstenaars kwam. In de wijk wordt veel nieuw gebouwd, ook in straten met tot 100 jaar oude gebouwen. De prijzen van woningen stijgen sterk omdat Manhattan met openbaar vervoer snel te bereiken is vanuit Greenpoint en er plannen zijn om de buurt op te waarderen door onder andere parken aan te leggen aan de oever van de East River.

## Parken en monumenten
Tot de parken van Greenpoint behoren McCarren Park, het grootste park van de wijk, en het kleinere McGolrick Park. In het laatste park staan het Shelter Pavilion (1910), een beschermd monument, en een allegorisch gedenkteken uit 1938 voor de USS Monitor.
Greenpoint heeft nog veel oudere kerken en scholen die dateren uit de tweede helft van de 19e eeuw en het begin van de 20e eeuw.

## Trivia
- De films Donnie Brasco, Sleepers, Dead Presidents en Romeo Is Bleeding zijn gedeeltelijk opgenomen in Greenpoint.
- De straten in Greenpoint zijn vernoemd op alfabetische volgorde. Als je langs Manhattan Avenue naar het zuiden loopt kom je achtereenvolgens langs de straten Ash, Box, Clay, Dupont, etc.
- De serie Stella van Comedy Central is voornamelijk gefilmd in Greenpoint.
- Een deel van de clip Not Afraid van de rapper Eminem is in een magazijn in Greenpoint opgenomen.

## Galerij

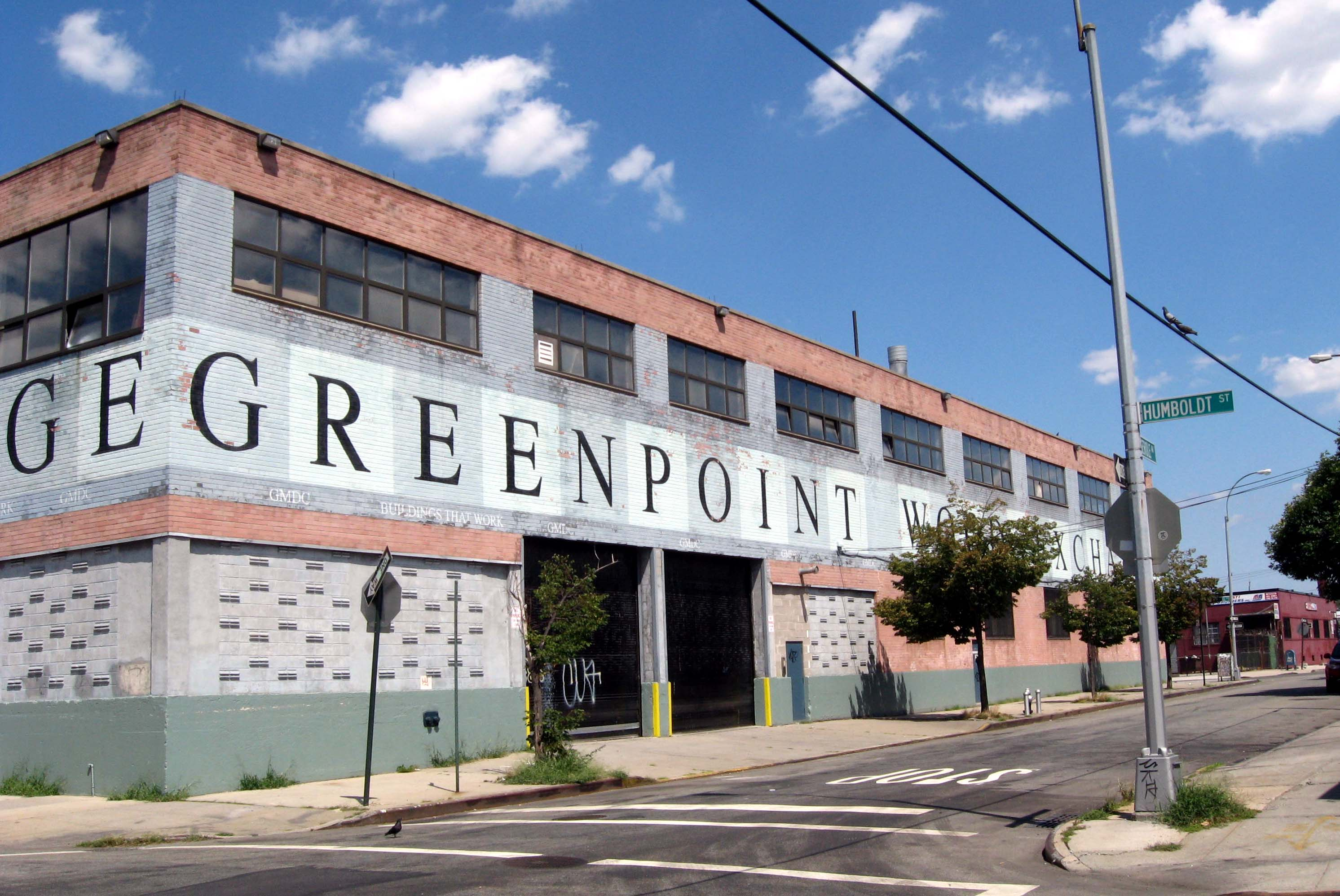
De houtzagerij
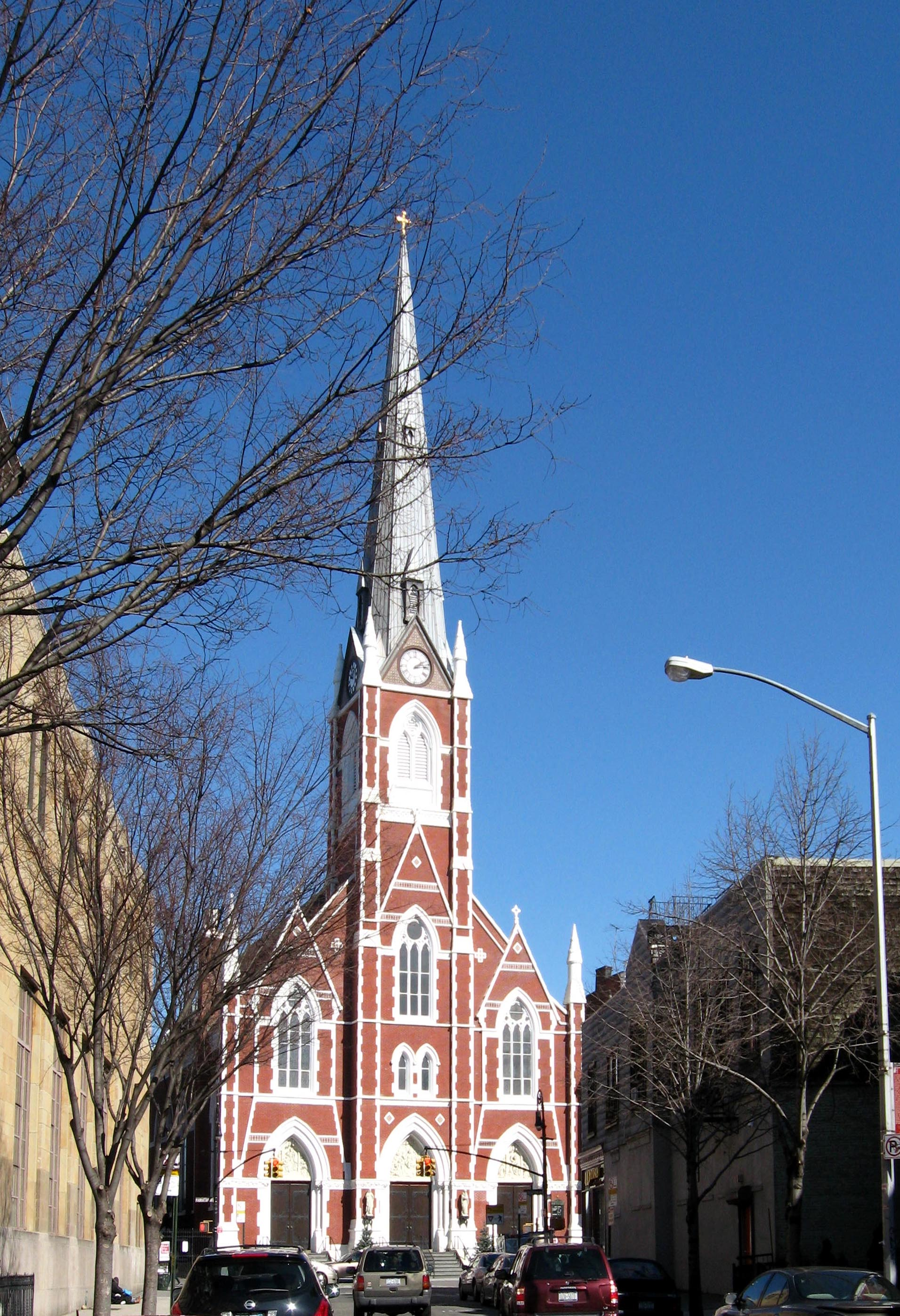
De oude kerk

Bedford-Stuyvesant · Coney Island · Flatbush · Gravesend · Greenpoint · Red Hook · Sunset Park · Williamsburg